# Råttkänguru
Råttkänguru eller röd opossumråtta (Aepyprymnus rufescens) är en art i familjen råttkänguruer (Potoroidae) och den enda arten i släktet Aepyprymnus. Av alla råttkänguruer är den störst och den har även det största utbredningsområdet i familjen.
Det vetenskapliga släktnamnet är bildat av de grekiska orden aipys (hög) och prymnon (stjärt). Det syftar på höfternas höga position när djuret går på fyra fötter. Artepitet är latin för rödaktig på grund av att den gråa pälsen har inslag av röd.

## Kännetecken
I motsats till de andra råttkänguruerna är djurets skalle kortare och bredare. De bakre extremiteterna är kortare än hos de egentliga kängurudjuren. Arten har klor vid de främre extremiteterna som används för att gräva i marken. Pälsen på djurets rygg har en grå färg med röd komponent, buken är ljusare, nästan vitaktig. Kännetecknande är de spetsiga öronen som på baksidan bär svarta hår. Råttkängurun når en kroppslängd mellan 38 och 52 centimeter samt en vikt upp till 3,5 kilogram, hannar blir betydligt större än honor.

## Utbredning och levnadssätt
Arten förekommer vid Australiens östra kustlinje. Utbredningsområdet sträcker sig från nordöstra Queensland till sydöstra New South Wales. Tidigare fanns den även i delstaten Victoria. Råttkängurun lever i olika habitat, däribland öppna skogar och gräsland. Djuret är aktivt på natten och vilar på dagen i självbyggda bon. Dessa bon är klotformiga och består av gräs, kvistar och ormbunkar, ofta göms de i trädens håligheter eller bland buskar, sällan finns de på öppna ytor. En enda individ kan ha upp till fem bon som den använder periodvis. Under dagens hetaste timmar söker individerna ibland skydd i jordhålor.
Råttkängurun lever främst ensam men ibland finns grupper av ett fåtal individer, men de visar inget socialt beteende. Mellan hannar uppstår ibland aggressioner.
Arten är allätare men livnär sig främst av växtdelar. Med sina främre extremiteter gräver den efter rötter och svampar men den äter även gräs och andra växtdelar. Ibland har den insekter eller as som föda. Råttkängurun täcker sitt vätskebehov främst med födan men den dricker ifall vattnet är lätt tillgängligt. Den vandrar upp till 4,5 km per natt för att hitta födan.

## Fortplantning
I princip kan honor vara brunstiga under alla årstider. Bara under längre tider med ogynnsamma väderförhållanden sker ingen fortplantning. Honor parar sig allmänt kort efter ungens födelse och sedan vilar det befruktade ägget eller embryon tills det äldre syskonet lämnar pungen.
Efter dräktigheten som varar i 22 till 24 dagar föder honan oftast en unge. Nyfödda individer väger vid födelsen bara ett gram och stannar cirka fyra månader i honans pung (marsupium). Efteråt stannar de ytterligare två månader (7 veckor) hos modern innan de blir självständiga. Efter ungefär ett år är ungen könsmogen. Den äldsta kända individen i fångenskap blev åtta år gammal.

## Hot
Råttkängurun är jämförelsevis talrik men de hotas i viss mån av introducerade rovdjur som rödrävar. I motsats till andra råttkänguruer vistas de ofta i närheten av tamboskap. IUCN listar arten som livskraftig (LC).